# ビューティ
『ビューティ』 (BEAUTY)は、1989年11月21日に発表された坂本龍一の8作目のオリジナル・アルバム。ヴァージン・レコード移籍第1弾アルバム。

## 解説
元ビーチボーイズのブライアン・ウィルソン、元ザ・バンドのロビー・ロバートソン、元ソフト・マシーンのロバート・ワイアット、ユッスー・ンドゥール、アート・リンゼイ等、多数の多彩なゲスト・ミュージシャンを迎えて制作された。沖縄民謡2曲、ローリング・ストーンズの「ウィー・ラヴ・ユー」、フォスターの「ロマンス」、サミュエル・バーバーの「アダージョ」と収録曲の約半分（11曲中5曲）がカヴァー曲であることも特徴。
2021年には現在ヴァージン期のカタログを保有しているユニバーサルミュージックからSHM-CD、紙ジャケット仕様でデジタルリマスター盤が発売(UICW-10029)。収録曲は海外盤と日本盤は異なっているが、本人からの意向で日本盤を採用。ロビン・シュミットによる最新リマスタリングで、若林恵による解説付。

## 収録曲
1. CALLING FROM TOKYO
  - 作詞：アート・リンゼイ、ロジャー・トリリング、坂本龍一 / 作曲：坂本龍一

元々のタイトルは"JAZZ"であったが、ヴァージン・アメリカから「そのタイトルでは売れない」と言われた為、現在のタイトルに変更された。ブライアン・ウィルソンにオファーしたところ意外にもOKの返事が来たので、急遽歌のメロディを追加。レコーディングではブライアンの精神状態が芳しくなく何度もテイクを重ねた。"LASER MAN"のタイトル・別ヴァージョンでシングル『アンドゥ＃1』に、さらに別ヴァージョンで映画『ブラック・レイン』のサウンドトラック盤に"JAZZ #1"のタイトルで収録されている。ドラムはスライ&ロビーのスライ・ダンバー。
2. ROSE
  - 作詞：アート・リンゼイ / 作曲：坂本龍一

メイン・ボーカルは坂本。ピノ・パラディーノによる官能的なベースプレイが聴かれる。
3. 安里屋ユンタ
  - 作詞：星克 / 作曲：宮良長包

原曲は沖縄の安里屋家に生まれた女性の一生をつづった「安里屋結歌」で、後に流行歌ヴァージョンが作成された。本テイクは後者を使用し、細野晴臣もアルバム『はらいそ』でカバーしている。ボーカルは坂本とオキナワチャンズ。沖縄民謡なのにアフリカやスペインの音が合わさっている。“トリオ・ワールド・ツアー・1996”ではピアノ三重奏のアレンジで演奏された。
4. FUTIQUE
  - 作詞：アート・リンゼイ / 作曲：坂本龍一

初期の仮タイトルは“テクノ”。アート・リンゼイのラップをフィーチャーしている。
5. AMORE
  - 作詞：アート・リンゼイ / 作曲：坂本龍一

元々「アンドゥ」のタイトルで発表されたトラックに、ボーカルやエレクトリック・ギターを加えたもの。坂本がジェレミー・トーマスに「アンドゥ」を聞かせたところ、メロディの部分で「アモーレ、アモーレ」と歌い出し、絶対ボーカルの曲にするべきだという話になり、ボーカルが追加された。坂本の楽曲ではめずらしく、アコースティック・ギターが入っている。8分の6拍子のピアノヴァージョンがシングル『ユー・ドゥ・ミー』に収録されている。2005年にアルバム『/05』でアレンジを変えて再収録されている。
6. WE LOVE YOU
  - 作詞・作曲：ミック・ジャガー、キース・リチャード

ローリング・ストーンズのカヴァー。ボーカルにロバート・ワイアット、ブライアン・ウィルソンを迎えている。坂本はロバート・ワイアットに「あなたの声が私の頭から離れない」と泣き落としの手紙を書いていた。
7. DIABARAM
  - 作詞：ユッスー・ンドゥール / 作曲：ユッスー・ンドゥール、坂本龍一

ユッスー・ンドゥールをメイン・ボーカルにフィーチャー。ユッスーの要望でボーカルを録音。5分で詞を書き、2テイクでOKになった。歌詞の内容は「友人の恋人を愛してしまった男の想い」である。
8. A PILE OF TIME
  - 作詞：アート・リンゼイ / 作曲：坂本龍一

元々は、ハドソンのPCエンジン用ゲームソフト『天外魔境 ZIRIA』のために作られたもの。録音時期に「大喪の礼」が行われていたこともあり、曲の雰囲気や歌詞の受け取られ方から、曲のタイトルを「天皇の葬式」にする案も挙がった。韓国の伽耶琴（カヤグム）が使用されている。
9. ROMANCE
  - 作詞：我如古より子、古謝美佐子、玉城一美 / 作曲：スティーヴン・フォスター

スティーヴン・フォスター作曲の「金髪のジェニー」に沖縄方言の歌詞をのせてカヴァーしたもの。オキナワチャンズの3人に曲を聴かせたところ、沖縄の曲という印象を受け、彼女らによる歌詞を追加した。当初、作成された歌詞が標準語だったので、坂本が説得して沖縄方言になった。ギターはロビー・ロバートソンとエディ・マルティネス。
10. ちんさぐの花
  - 作詞・作曲：沖縄民謡

沖縄民謡のカヴァー。アルバムのレコーディング前からコンサートで頻繁に演奏していた。後半のストリングスは坂本がプロフェット5とカーツウェルを使い、「マーラーのゆっくりした楽章のような気持ち」で弾いている。1988年に行われたナム・ジュン・パイクの「TVオリンピック」ではマース・カニンガムのダンスとともに同曲が初演奏され、ついで2000年に行われた坂本のオペラ『LIFE a ryuichi sakamoto opera 1999』でも「Evolution of Life」のタイトルで同曲が演奏されており、坂本のキーボード部分が生ストリングとなっている。
11. ADAGIO
  - 作曲：サミュエル・バーバー / 編曲：坂本龍一

映画『プラトーン』でも使用されていたサミュエル・バーバーの作品「弦楽のためのアダージョ」の坂本の解釈によるアレンジ。ピアノ、ギター、中国の伝統楽器二胡のトリオで演奏。二胡は姜建華が担当。

## 海外盤収録曲
1. YOU DO ME(Edited Version)
2. CALLING FROM TOKYO
3. ROSE
4. ASADOYA YUNTA
5. FUTIQUE
6. AMORE
7. WE LOVE YOU(Remix)
8. DIABARAM
9. A PILE OF TIME
10. ROMANCE
11. CHINSAGU NO HANA